# شعية إسرائيلية
شعية إسرائيلية (الاسم العلمي: Actinomyces israelii) هي نوع من البكتيريا يتبع جنس الشعية الفطرية من فصيلة شعاوية. سميت تكريما للجراح الألماني جيمس أدولف إسرائيل (1848-1926) الذي درس هذا الكائن الحي لأول مرة في عام 1878.